# Чавдар (хижа)
Вижте пояснителната страница за други значения на Чавдар.
Хижа Чавдар (стари имена: Планинец и Баба) се намира в местността Върхушки поляни, западно от връх Баба, в Етрополската планина, дял от Средна Стара планина. Представлява двуетажна сграда и има капацитет 30 места. Хижа Чавдар е пункт от европейски маршрут E3 (Ком - Емине).

## Съседни обекти
| Изходни точки | Изходни точки |
| ------------- | ------------- |
| село Буново   | 2,30 ч.       |
| село Стъргел  | 3,30 ч.       |
| град Етрополе | 4,00 ч.       |
| село Мирково  | 4,00 ч.       |
| Хижи          |               |
| Мургана       | 4,00 ч.       |
| Витиня        | 4,30 ч.       |
| Рудината      | 5,00 ч.       |
| Други         |               |
| връх Звездец  | 1,30 ч.       |